# 刘国恩
刘国恩 (1958年—)，四川茂县人，北京大学全球健康发展研究院院长，中华人民共和国教育部长江学者特聘教授，主要从事健康经济学、医药卫生政策等方面的研究。

## 社会兼职
- 中国留美经济学会主席
- 国际药物经济学会亚太联合会首任主席
- 《经济学季刊》副主编
- 《中国药物经济学》期刊主编